# Nelas
Nelas é uma vila portuguesa do distrito de Viseu, situada na província da Beira Alta, região do Centro (Região das Beiras) e sub-região Viseu Dão-Lafões, com cerca de 4 636 (2021) habitantes.
É sede do município de Nelas com 125,71 km² de área e 13 508 habitantes (2024), subdividido em 7 freguesias. O município é limitado a nordeste pelo município de Mangualde, a sueste por Seia e Oliveira do Hospital (no distrito de Coimbra), a oeste por Carregal do Sal e a noroeste por Viseu. O concelho designou-se Senhorim até 9 de dezembro de 1852, quando a sede passou do Folhadal para Nelas.

## Localização geográfica
O concelho de Nelas fica situado no Planalto da Beirão. A Sul e Este pela serra da Estrela, a serra Açor e a serra da Lousã; e a Oeste pela serra do Buçaco, a serra do Caramulo, a serra da Freita e a serra Montemurro. É banhado, a Sudeste pela margem direita do rio Mondego com as suas nascentes na Serra da Estrela, a Noroeste pela margem esquerda do rio Dão.
De topologia entre 256 metros a 467 metros de altitude e de área total de 124,57 km².

## Freguesias

Freguesias do município de Nelas.

O município de Nelas está dividido em 7 freguesias:
- Canas de Senhorim
- Carvalhal Redondo e Aguieira
- Lapa do Lobo
- Nelas
- Santar e Moreira
- Senhorim
- Vilar Seco

## Economia
É uma região predominantemente agrícola de vinhas, de pomares, de olival e de pinhal. O Concelho de Nelas insere-se em duas Regiões Demarcadas de Portugal, onde se produz o conhecido e renomado vinho do Dão (sendo a sua região  de origem), alguma doçaria característica e o excelente queijo da Serra da Estrela, sendo as suas regiões Demarcadas as seguintes:

### Vinho do Dão
- Vinicultura

Pertence à Região Demarcada dos Vinho do Dão com a sua rota do Vinho Dão e a exposição anual na Feira do Vinho do Dão em Nelas.
Como produtores locais de vinho do Dão podemos encontrar Caminhos Cruzados, Carvalhão Torto, Juliana Kelman, Lusovini, Casa de Santar, Paço dos Cunhas, Quinta da Fata, Quinta do Sobral, PALWINES- Quinta dos Três Maninhos, Quinta de São Simão, Quinta da Boiça, Centro de Estudos Vitivinícolas do Dão - Quinta da Cale, Quinta do Castelo ou Quinta do Mondego.
Nelas faz parte da "Rede Europeia de Cidades do Vinho" e da "Associação de Municípios Portugueses de Vinho".

### Queijo Serra da Estrela
A região demarcada do fabrico do queijo Serra da Estrela D.O.P. (Denominação de Origem Protegida) é feito a partir do leite cru das ovelhas da Serra da Estrela, e engloba uma superfície total de 3143,16 km². Pode-se comprar directamente aos seus produtores, ou no comércio tradicional ou nas grandes superfícies internacionais.

### Século XX
No entanto, e desde os princípios do século XX, verificou um dinamismo progressivo ao nível industrial, tendo várias empresas comerciais e empresas fabris vindo a localizar-se no Concelho, devido ao carácter empreendedor, dedicado e trabalhador dos habitantes locais.
Em junho de 2015, foi anunciado um investimento no concelho de Nelas para produzir maçãs das variedades gala e golden, que chegarão mais cedo ao mercado.

## Património
- Pelourinho da Aguieira
- Quinta da Vitória
- Pelourinho do Folhadal
- Pelourinho de Vilar Seco

## Cultura

### Da pré-história aos nossos dias
A história do concelho de Nelas remonta desde o período Neolítico ou Idade da Pedra com expressão na cultura Megalítica que se desenvolve entre 5000 a.C e 3000 a.C. Esta arquitectura erigida com fins religiosos e construída por blocos de pedra, pode ser encontrada nos monumentos megalíticos da Orca de Pramelas em Canas de Senhorim e do Outeiro do Roque na Lapa do Lobo. 
Além do Período Megalitico, existem vestígios de várias épocas, desde o Período Romano (a via Romana de Santar e a via Romana de Vilar Seco), passando pelo Período Medieval (os túmulos das Pedras da Forca) até aos nossos dias. Assim como, a arquitectura dos séculos XVII e XVIII, representada pelos solares senhoriais

## Evolução da população do município
★ Os Recenseamentos Gerais da população portuguesa tiveram lugar a partir de 1864, regendo-se pelas orientações do Congresso Internacional de Estatística de Bruxelas de 1853. Encontram-se disponíveis para consulta no site do Instituto Nacional de Estatística (INE). 
| Número de habitantes *                   | Número de habitantes * | Número de habitantes * | Número de habitantes * | Número de habitantes * | Número de habitantes * | Número de habitantes * | Número de habitantes * | Número de habitantes * | Número de habitantes * | Número de habitantes * | Número de habitantes * | Número de habitantes * | Número de habitantes * | Número de habitantes * | Número de habitantes * |
| ---------------------------------------- | ---------------------- | ---------------------- | ---------------------- | ---------------------- | ---------------------- | ---------------------- | ---------------------- | ---------------------- | ---------------------- | ---------------------- | ---------------------- | ---------------------- | ---------------------- | ---------------------- | ---------------------- |
| 1864                                     | 1878                   | 1890                   | 1900                   | 1911                   | 1920                   | 1930                   | 1940                   | 1950                   | 1960                   | 1970                   | 1981                   | 1991                   | 2001                   | 2011                   | 2021                   |
| 11 908                                   | 13 056                 | 13 777                 | 14 145                 | 13 962                 | 13 953                 | 14 470                 | 15 642                 | 16 061                 | 16 504                 | 14 060                 | 15 069                 | 14 618                 | 14 283                 | 14 037                 | 13 119                 |
| Número de habitantes por grupo etário ** |                        |                        |                        |                        |                        |                        |                        |                        |                        |                        |                        |                        |                        |                        |                        |
|                                          |                        |                        | 1900                   | 1911                   | 1920                   | 1930                   | 1940                   | 1950                   | 1960                   | 1970                   | 1981                   | 1991                   | 2001                   | 2011                   | 2021                   |
| 0-14 anos                                | 0-14 anos              | 0-14 anos              | 4518                   | 4835                   | 4673                   | 4789                   | 5054                   | 4755                   | 4974                   | 4075                   | 3842                   | 3056                   | 2042                   | 1926                   | 1522                   |
| 15-24 anos                               | 15-24 anos             | 15-24 anos             | 2407                   | 2409                   | 2305                   | 2483                   | 2538                   | 2782                   | 2613                   | 2010                   | 2422                   | 2071                   | 2106                   | 1345                   | 1286                   |
| 25-64 anos                               | 25-64 anos             | 25-64 anos             | 5462                   | 5537                   | 5639                   | 5978                   | 6449                   | 6966                   | 7295                   | 6250                   | 6769                   | 7097                   | 7218                   | 7327                   | 6290                   |
| = ou > 65 anos                           | = ou > 65 anos         | = ou > 65 anos         | 979                    | 1089                   | 999                    | 1139                   | 1301                   | 1428                   | 1622                   | 1725                   | 2036                   | 2394                   | 2917                   | 3439                   | 4021                   |

- Número de habitantes "residentes", ou seja, que tinham a residência oficial neste concelho à data em que os censos  se realizaram

- - De 1900 a 1950 os dados referem-se à população "de facto", ou seja, que estava presente no concelho à data em que os censos se realizaram. Daí que se registem algumas diferenças relativamente à designada população residente

## Educação
Pelos dados do CENSOS de 2011, a população residente no concelho de Nelas com nível de instrução completo é o seguinte: 
a) nenhum nível completo 2896 habitantes;
b) nível básico 8335 habitantes; 
c) nível secundário 1676 habitantes; 
d) nível Universitário 1130 habitantes.

## Clima
Nelas possui um clima mediterrânico do tipo Csb, ou seja, com verões amenos. Dias com mais de 30 ºC ocorrem com alguma frequência, cerca de 40 por ano em média, e os verões são secos, mas com noites frescas. Os invernos são relativamente frios e chuvosos, sendo que dias abaixo de 0 ºC ocorrem com relativa raridade, 15 por ano.
| Dados climatológicos para Nelas                                     | Dados climatológicos para Nelas | Dados climatológicos para Nelas | Dados climatológicos para Nelas | Dados climatológicos para Nelas | Dados climatológicos para Nelas | Dados climatológicos para Nelas | Dados climatológicos para Nelas | Dados climatológicos para Nelas | Dados climatológicos para Nelas | Dados climatológicos para Nelas | Dados climatológicos para Nelas | Dados climatológicos para Nelas | Dados climatológicos para Nelas |
| Mês                                                                 | Jan                             | Fev                             | Mar                             | Abr                             | Mai                             | Jun                             | Jul                             | Ago                             | Set                             | Out                             | Nov                             | Dez                             | Ano                             |
| ------------------------------------------------------------------- | ------------------------------- | ------------------------------- | ------------------------------- | ------------------------------- | ------------------------------- | ------------------------------- | ------------------------------- | ------------------------------- | ------------------------------- | ------------------------------- | ------------------------------- | ------------------------------- | ------------------------------- |
| Temperatura máxima média (°C)                                       | 11,9                            | 13,5                            | 16,2                            | 17,4                            | 20,3                            | 25,2                            | 28,8                            | 29,1                            | 26,2                            | 20,3                            | 15,7                            | 12,8                            | 19,8                            |
| Temperatura média (°C)                                              | 7,4                             | 8,8                             | 10,8                            | 12                              | 14,7                            | 18,6                            | 21,4                            | 21,4                            | 19,2                            | 14,7                            | 10,8                            | 8,5                             | 14                              |
| Temperatura mínima média (°C)                                       | 2,9                             | 4,1                             | 5,4                             | 6,7                             | 9,1                             | 12,1                            | 13,9                            | 13,7                            | 12,1                            | 9,1                             | 5,9                             | 4,2                             | 8,3                             |
| Precipitação (mm)                                                   | 132,5                           | 114,5                           | 68,5                            | 96,1                            | 83,6                            | 49                              | 17,2                            | 15,2                            | 50,4                            | 104                             | 113                             | 154,3                           | 998,3                           |
| Fonte: Instituto Português do Mar e da Atmosfera 13 de maio de 2020 |                                 |                                 |                                 |                                 |                                 |                                 |                                 |                                 |                                 |                                 |                                 |                                 |                                 |

## Política

### Eleições autárquicas[11]
| Data | %       | V       | %     | V     | %       | V       | %            | V            | %              | V    | %              | V  | %              | V      | %              | V          | %   | V   | %              | V       | %   | V   | %   | V   | Participação |                |
| Data | PPD/PSD | PPD/PSD | PS    | PS    | CDS-PP  | CDS-PP  | FEPU/APU/CDU | FEPU/APU/CDU | GDUP           | GDUP | AD             | AD | UDP/BE         | UDP/BE | PCTP/ MRPP     | PCTP/ MRPP | PPM | PPM | PSD-CDS        | PSD-CDS | MPT | MPT | GCE | GCE | Participação |                |
| ---- | ------- | ------- | ----- | ----- | ------- | ------- | ------------ | ------------ | -------------- | ---- | -------------- | -- | -------------- | ------ | -------------- | ---------- | --- | --- | -------------- | ------- | --- | --- | --- | --- | ------------ | -------------- |
| Data | 1976    | 33,90   | 2     | 27,24 | 2       | 17,24   | 1            | 7,02         | -              | 3,46 | -              |    |                |        |                |            |     |     |                |         |     |     |     |     |              | 47,54 / 100,00 |
| 1979 | AD      | AD      | 33,93 | 3     | AD      | AD      | 7,88         | -            |                |      | 53,82          | 4  | 1,11           | -      | 0,90           | -          | AD  | AD  | 66,61 / 100,00 |         |     |     |     |     |              |                |
| 1982 | AD      | AD      | 46,21 | 4     | AD      | AD      | 6,71         | -            | 39,89          | 3    | 2,31           | -  |                |        | 65,85 / 100,00 |            | AD  | AD  |                |         |     |     |     |     |              |                |
| 1985 | 36,69   | 3       | 29,11 | 2     | 22,92   | 2       | 5,19         | -            |                |      | 1,33           | -  |                |        | 64,15 / 100,00 |            |     |     |                |         |     |     |     |     |              |                |
| 1989 | 36,28   | 3       | 54,73 | 4     | 2,29    | -       | 2,74         | -            |                |      | 66,35 / 100,00 |    |                |        |                |            |     |     |                |         |     |     |     |     |              |                |
| 1993 | 43,12   | 3       | 45,50 | 4     | 5,03    | -       | 2,01         | -            | 66,54 / 100,00 |      |                |    |                |        |                |            |     |     |                |         |     |     |     |     |              |                |
| 1997 | 38,12   | 3       | 49,41 | 4     | 6,90    | -       | 1,18         | -            | 0,61           | -    | 65,40 / 100,00 |    |                |        |                |            |     |     |                |         |     |     |     |     |              |                |
| 2001 | 30,07   | 2       | 46,72 | 4     | 17,94   | 1       | 0,49         | -            | 1,01           | -    | 69,52 / 100,00 |    |                |        |                |            |     |     |                |         |     |     |     |     |              |                |
| 2005 | CDS-PP  | CDS-PP  | 44,43 | 3     | PPD/PSD | PPD/PSD | 3,32         | -            |                |      | 45,79          | 4  | 67,39 / 100,00 |        |                |            |     |     |                |         |     |     |     |     |              |                |
| 2009 | CDS-PP  | CDS-PP  | 23,59 | 2     | PPD/PSD | PPD/PSD | 1,29         | -            | 5,56           | -    | 56,32          | 5  | 9,81           | -      | 64,23 / 100,00 |            |     |     |                |         |     |     |     |     |              |                |
| 2013 | CDS-PP  | CDS-PP  | 44,20 | 4     | PPD/PSD | PPD/PSD | 4,33         | -            |                |      | 44,03          | 3  |                |        | 57,34 / 100,00 |            |     |     |                |         |     |     |     |     |              |                |
| 2017 | 14,36   | 1       | 48,66 | 4     | 24,98   | 2       | 1,54         | -            |                |      | 5,65           | -  | 62,86 / 100,00 |        |                |            |     |     |                |         |     |     |     |     |              |                |
| 2021 | CDS-PP  | CDS-PP  | 39,45 | 3     | PPD/PSD | PPD/PSD | 3,43         | -            | 52,25          | 4    |                |    | 61,11 / 100,00 |        |                |            |     |     |                |         |     |     |     |     |              |                |

### Eleições legislativas
| Data | %     | %     | %     | %     | %     | %     | %        | %     | %    | %     | %    | %   | %       | % | %  | %  |  |
| Data | PS    | PSD   | CDS   | PCP   | UDP   | AD    | APU/ CDU | FRS   | PRD  | PSN   | BE   | PAN | PSD CDS | L | CH | IL |  |
| ---- | ----- | ----- | ----- | ----- | ----- | ----- | -------- | ----- | ---- | ----- | ---- | --- | ------- | - | -- | -- |  |
| Data | 1976  | 38,22 | 25,69 | 21,46 | 2,97  | 2,24  |          |       |      |       |      |     |         |   |    |    |  |
| 1979 | 32,86 | AD    | AD    | APU   | 2,33  | 51,09 | 7,33     |       |      |       |      |     |         |   |    |    |  |
| 1980 | FRS   | AD    | AD    | APU   | 1,05  | 52,50 | 6,47     | 33,47 |      |       |      |     |         |   |    |    |  |
| 1983 | 43,33 | 31,34 | 11,97 | APU   | 1,09  |       | 6,43     |       |      |       |      |     |         |   |    |    |  |
| 1985 | 24,00 | 34,18 | 13,84 | APU   | 1,32  | 6,31  | 14,68    |       |      |       |      |     |         |   |    |    |  |
| 1987 | 26,84 | 55,04 | 5,02  | CDU   | 0,69  | 4,11  | 2,63     |       |      |       |      |     |         |   |    |    |  |
| 1991 | 30,56 | 57,99 | 3,80  | CDU   |       | 2,19  | 0,27     | 1,56  |      |       |      |     |         |   |    |    |  |
| 1995 | 46,35 | 39,05 | 9,07  | CDU   | 0,36  | 1,80  |          | 0,12  |      |       |      |     |         |   |    |    |  |
| 1999 | 43,53 | 41,09 | 8,45  | CDU   |       | 1,90  | 0,18     | 0,99  |      |       |      |     |         |   |    |    |  |
| 2002 | 31,27 | 51,79 | 10,15 | CDU   | 1,56  |       | 2,23     |       |      |       |      |     |         |   |    |    |  |
| 2005 | 39,56 | 32,39 | 7,20  | CDU   | 1,85  | 3,65  |          |       |      |       |      |     |         |   |    |    |  |
| 2009 | 33,51 | 35,34 | 13,59 | CDU   | 2,95  | 8,46  |          |       |      |       |      |     |         |   |    |    |  |
| 2011 | 26,30 | 46,19 | 12,81 | CDU   | 3,35  | 3,79  | 0,69     |       |      |       |      |     |         |   |    |    |  |
| 2015 | 31,90 | CDS   | PSD   | CDU   | 4,27  | 8,17  | 0,73     | 45,81 | 0,64 |       |      |     |         |   |    |    |  |
| 2019 | 38,44 | 29,19 | 5,47  | CDU   | 3,23  | 9,99  | 2,93     |       | 0,50 | 1,10  | 0,34 |     |         |   |    |    |  |
| 2022 | 43,92 | 29,64 | 4,77  | CDU   | 2,16  | 3,49  | 1,32     | 0,68  | 8,49 | 2,13  |      |     |         |   |    |    |  |
| 2024 | 30,02 | AD    | AD    | CDU   | 31,77 | 1,73  | 3,43     | 1,32  | 1,59 | 20,99 | 2,81 |     |         |   |    |    |  |

### Equipamentos
- Biblioteca Municipal António Lobo Antunes

## Turismo
Desde sempre é uma região turística que pertence à região de Turismo do Centro. É caracterizada pela sua grande beleza e pelo seu vasto património arqueológico, arquitectónico, religioso, incluindo os Pelourinhos, as Igrejas Matrizes, os Cruzeiros, os Fontanários, os Moinhos, etc. 

### Roteiros turísticos
Pode-se identificar 3 rotas distintas com os itinerários seguinte:
- (1) Rota Arqueológica: começando por Nelas, Canas de Senhorim, Lapa do Lobo, Aguieira, Moreira, Santar, Vilar Seco, Senhorim e Carvalhas.
- (2) Rota Senhorial e Arquitectura: tendo por início em Nelas (Solar da Família José Tavares, Igreja Matriz) passando por Folhadal (Pelourinho), Vale de Madeiros (Capela de São Nicolau), Canas de Senhorim (Solar da família Abreu Madeira, Igreja Matriz e Pelourinho), Aguieira (Solar da família Sacadura Bote e Pelourinho), Carvalhal Redondo (Capela e Pelourinho) , Santar (Solar dos Condes de Santar, Solar do Soito, Solar da Casa das Fidalgas, Solar da Família Borges da Gama e Igrejas), Vilar Seco (Solar dos Condes de Vilar Seco, Solar dos Condes de Prime e Solar da família Queirós de Albuquerque, Igreja Matriz e Pelourinho).
- (3) Rota do Verde Pinho: de Nelas passando por Senhorim, Carvalhas, Póvoa de Cima, São João do Monte, Póvoa de Luzianes, Caldas da Felgueira e Folhadal.

Os principais locais de interesse são:
- Aguieira: O Solar Sacadura Botte do século XVII, a antiga Casa da Câmara do século XV, a Casa de Nelson Casimiro Ramos, a Igreja Matriz, e a Capela dos Aflitos.
- Canas de Senhorim : o Solar Abreu Madeira do século XVIII, o Solar da Familia Visconde de Pedralva do século XVIII, as sepulturas cavas na rocha no Casal, os túmulos das Pedras da Forca, o Casario granítico na Rua Keil do Amaral, Orca das Pramelas, a colecção arqueológica exposta no Salão dos Bombeiros Voluntários, o Pelourinho, a Igreja Matriz, a Capela de São Sebastião, e o Monumento ao Foral.
- Carvalhal Redondo: o forno Comunitário, a Igreja Matriz, a Capela da N. Senhora do Viso, a Casa do Torreão e a Casa do Cunho.

### Pelourinhos
Os pelourinhos são monumentos de grande importância histórica, que tiveram origem no Direito Romano, e que concedia a algumas cidades o privilégio de se organizarem municipalmente. 
Nos inícios da Monarquia executavam-se nos pelourinhos (ou Picotas) as sentenças aos acusados de fraude. Após a Revolução Liberal, perderam a sua função judicial, sendo alguns pelourinhos destruídos ou deixados ao abandono ou utilizados em casas privadas ou em degraus das Igejas ou mesmo desaparecidos.
No entanto, ainda se pode visitar os pelourinhos localizados em:
- O Pelourinho da Aguieira dataria de cerca de 1540. Em 1937, foi restaurado e reconstruído com os framentos do Pelourinho primitivo. Localiza-se no Largo do Pelourinho.
- O Pelourinho de Canas de Senhorim foi destruído em 1897. Devido ao desaparecimento dos destroços, foi construído um novo em 1935. Este acabaria por ser demolido por um acidente rodoviário em 1984, sendo reconstruído em 1987. Localiza-se na Praça da República.
- O Pelourinho de Carvalhal Redondo
- O Pelourinho do Folhadal deve datar do Século XVII, sendo um dos mais antigos da região. Localiza-se no Lugar do Folhadal.
- O Pelourinho de Nelas foi construído em 1935. Desaparecido em data incerta. Localizava-se no Largo Miguel Bombarda.
- O Pelourinho de Vilar Seco foi derrubado em data desconhecida devido ao traçado da estrada Viseu-Nelas-Seia ter sido projectada passando pelo local onde estava erigido. Em 1949 foi reconstruído, mas o novo não é a cópia fiel do original. Localiza-se na Avenida Fortunato de Almeida.

### Feiras, festas e romarias
No concelho de Nelas as feiras, festas e romarias acontecem ao longo de todo o ano, destacando-se as seguintes:
- Em todos os sábados do mês há uma Feira no Concelho. No 1.º sábado do mês realiza-se em Canas de Senhorim, no 2.º sábado do mês realiza-se em Nelas, no 3.º sábado do mês realiza-se em Carvalhal Redondo e no último Sábado do mês realiza-se em Santar.
- O calendário das Festas e Romarias é diversificado, desde Janeiro a Dezembro, sendo as principais: a Semana Santa em Santar; na terça-feira da Páscoa a Festa a Nossa Senhora da Tosse no Folhadal; 24 de Junho a Festa da Vila de Nelas; no princípio de Julho a Festa do Rio em Moreira; 15 de Agosto a Festa da Srª do Viso em Carvalhal Redondo; em Agosto a Festa de Folclore em Vale de Madeiros, no 1.º fim-de-semana de Setembro a Festa e Feira do Vinho do Dão em Nelas, a 16 de Setembro a Festa de Santa Eufémia em Santar; 31 de Dezembro a Festa de São Silvestre.

### Fundação Lapa do Lobo
A Fundação Lapa do Lobo, localizada na Rua se Santa Catarina, n. 30 na Lapa do Lobo, promove várias acções de formação em pintura, escultura, artesanato, música, teatro, literatura, arquitectura, cinema, etc., assim como diversas exposições culturais. Possui também uma Biblioteca de consulta e uso gratuito, um Auditório e um espaço exterior de lazer. 

### Parque ecológico
Em Vilar Seco, na Estrada Nacional 234 entre Nelas e Mangualde, fica o interessante Parque Ecológico da Quinta da Cerca. Além de ser um local com muito interesse também oferece aos visitantes diversos serviços, entre eles um serviço educativo para os mais novos.

## Termas
A 5 km de Nelas situa-se as Termas e SPA das Caldas da Felgueira.

### Termas espa
A utilização medicinal das águas das Caldas da Felgueira remonta ao início do século XIX e o primeiro doente a curar os seus males através das águas foi o Padre José Lourenço. Desde então a afluência às Termas tem vindo a crescer de ano para ano, até se ter fundado a Companhia das Águas Medicinais das Caldas da Felgueira a 7 de Agosto de 1882. De seguida, deu-se a criação da Nova Companhia do Grande Hotel Club das Caldas da Felgueira em 1886. Em 1989 inicia-se uma fase de grande renovação, e face aos bons resultados, em 1995 têm início as obras de remodelação e ampliação do Balneário Termal. Desde 1997, o novo Centro Termal é uma garantia de sofisticação técnica e qualidade profissional. No início de 2007 a Companhia das Águas Medicinais da Felgueira é adquirida pela Patris Capital, que ajustou a sua oferta, conceito, imagem e comunicação às necessidades dos tempos modernos.

### Produtos de beleza
Recentemente, foram lançados os produtos de beleza da linha das Caldas da Felgueira, que são fabricados a partir da água termal. Estes produtos de alta qualidade podem ser usados diariamente e destinam-se a todas as mulheres. 
A linha das Caldas da Felgueira incluí o tónico, o leite de limpeza, o creme de dia e o leite de corpo. Havendo previsões em ampliar a linha, com uma gama mais alargada de produtos.